# Amadou Hampâté Bâ
Amadou Hampâté Bâ (Bandiagara, 1900 o 1901-Abiyán, 15 de mayo de 1991) fue un escritor y etnólogo malí, defensor de la tradición oral, sobre todo peule. Fue miembro del Consejo Ejecutivo de la Unesco de 1962 a 1970, donde lanzó su llamada, « En África, cuando una persona anciana muere, una biblioteca arde », frase que se transformó en proverbio.

## Biografía

#### Orígenes, infancia y juventud
Amadou Hampâté Bâ nació en una familia aristocrática fula de Bandiagara, la ciudad más grande del territorio dogon y capital del precolonial Imperio de Masina . En el momento de su nacimiento, el área era conocida como Sudán francés y formaba parte del África Occidental francesa colonial, formalmente establecida pocos años antes de su nacimiento. Después de la muerte de su padre, fue adoptado por el segundo marido de su madre, Tidjani Amadou Ali Thiam, del grupo étnico toucouleur . Asistió primero a una escuela coránica dirigida por Tierno Bokar, dignatario de la hermandad Tijaniyyah, luego pasó a una escuela francesa en Bandiagara y más tarde a una en Djenné. En 1915, escapó de la escuela y se unió a su madre en Kati, donde reanudó sus estudios.

#### Carrera
En 1921, rehusó entrar en la École normale William-Ponty en Gorée. Como castigo, el gobernador lo asignó a Uagadugú con la función que más tarde describiría como la de un "escritor esencialmente precario y revocable". De 1922 a 1932, ocupó varios cargos en la administración colonial en el Alto Volta Francés, ahora Burkina Faso, y de 1932 a 1942 sirvió en Bamako. En 1933, se tomó seis meses para visitar a Tierno Bokar, su dirigente espiritual.

#### Últimos años
En 1942, fue acogido como miembro en el Institut Français d'Afrique Noire (IFAN—el Instituto francés del África Negra) en Dakar, gracias a la benevolencia de Théodore Monod, su director. En el IFAN, hizo investigaciones etnológicas y recopiló tradiciones. Durante 15 años se dedicó a investigar, lo que más tarde llevó a la publicación de su trabajo L'Imperio peul de Macina (Imperio de Masina). En 1951, obtuvo una subvención de la UNESCO, que le permitió viajar a París y reunirse con intelectuales de círculos aricanistas, especialmente Marcel Griaule.
Con la independencia de Malí en 1960, Bâ fundó el Instituto de Ciencias Humanas en Bamako, y representó a su país en las conferencias generales de la UNESCO. En 1962, fue elegido para el consejo ejecutivo de UNESCO, y en 1966 ayudó a establecer un sistema unificado para la transcripción de lenguas africanas.
Su plazo en el consejo ejecutivo acabó en 1970, y dedicó los años restantes de su vida a investigar y escribir. En 1971, se desplazó al suburbio de Marcory en Abiyán, Costa de Marfil, y trabajó en la clasificación de los archivos de tradición oral africana occidental que había acumulado durante su vida, así como escribiendo su memorias (Amkoullel l'enfant peul y Oui mon commandant!), ambas publicadas póstumamente. Murió en Abiyán en 1991.

## Obras
- L'Empire peul du Macina (1955)
- Vie en enseignement de Tierno Bokar, le sage de Bandiagara (1957, reescrito en 1980), adaptado al teatro por Peter Brook en 2003
- Kaïdara, récit initiatique peul (1969); en español: Kaidara: cuento iniciático peule, éd Kairós, 2002
- L'étrange destin de Wangrin (1973), Gran premio literario del África Negra en 1974
- L'Éclat de la grande étoile (1974)
- Jésus vu par un musulman (1976)
- Petit Bodiel (cuento fula) y versión en prosa de Kaïdara (1977)
- Njeddo Dewal, mère de la calamité (1985), cuento fantástico y de iniciación fula. En español: Njeddo Dewal, madre de la calamidad, Ediciones Zanzíbar, 2004
- Ce que vaut la poussière (1987), cuentos y relatos de Malí
- Amkoullel l’enfant peul (Memorias I, 1991). Gran premio literario del África Negra en 1991. En español: Las palabras de Amkoullel, Escuela oficial de idiomas de Motril, 2009
- Oui mon commandant ! (Memorias II, 1994) publicado a título póstumo
- Il n'y a pas de petite querelle (2000)
- Ravins érotiques (2001), diez textos, de los que uno es de Amadou Hampâté Bâ, 25 grabados de Michel Moskovtchenko, edición de 30 ejemplares numerados, U.R.D.L.A., Villeurbanne
- Mémoires (2012)
- Coépouse bossue... ou méchanceté punie (2015)
- La Révolte des bovidés (2015)
- Recopilación de relatos: Cuentos de los sabios de África, Ed. Paidós, 2010.[3]